# Roundcube
RoundCube is een webgebaseerde IMAP-client, geschreven in PHP. RoundCube's voornaamste kenmerk is het alomtegenwoordige gebruik van Ajax-technologie om de GUI te laten zien, dit in tegenstelling tot andere traditionele webmailclients. RoundCube is op dit moment nog in ontwikkeling.
Op 14 september 2007, na de vraag van hosters om PHP 5 te gaan gebruiken, kondigden de RoundCube-ontwikkelaars hun steun voor het gophp5-initiatief aan. Dit betekent dat nieuwe versies (na versie 0.1) vrijgegeven worden voor PHP 5.
RoundCube wordt uitgegeven onder GPL waardoor het vrije software is.

## Huidige eigenschappen
- PHP- en Postgresql/MySQL/SQLite-gebaseerd
- Meertalig
- Ondersteuning voor MIME- en HTML-berichten
- Bijlagen
- IMAP-ondersteuning
- Veelvoudige afzendersidentiteiten
- Adresboek
- Vind-als-ik-typ-adresboekintegratie
- Maken of verwijderen van eigen berichtmappen
- Ingebouwde caching
- Ondersteuning voor een externe SMTP-server

## Plug-ins
In Roundcube is het mogelijk plug-ins te installeren. Hiervoor moet de gebruik eerst de plug-in manager installeren, waarna de gewenste plug-ins gedownload en geïnstalleerd kunnen worden.
Een aantal bekende plugins zijn:
- Kalender *
- Todo items *
- File storage *
- Notes *
- Antispam
- Wachtwoord veranderen

* Via de Kolab Groupware Suite.